# Codevigo

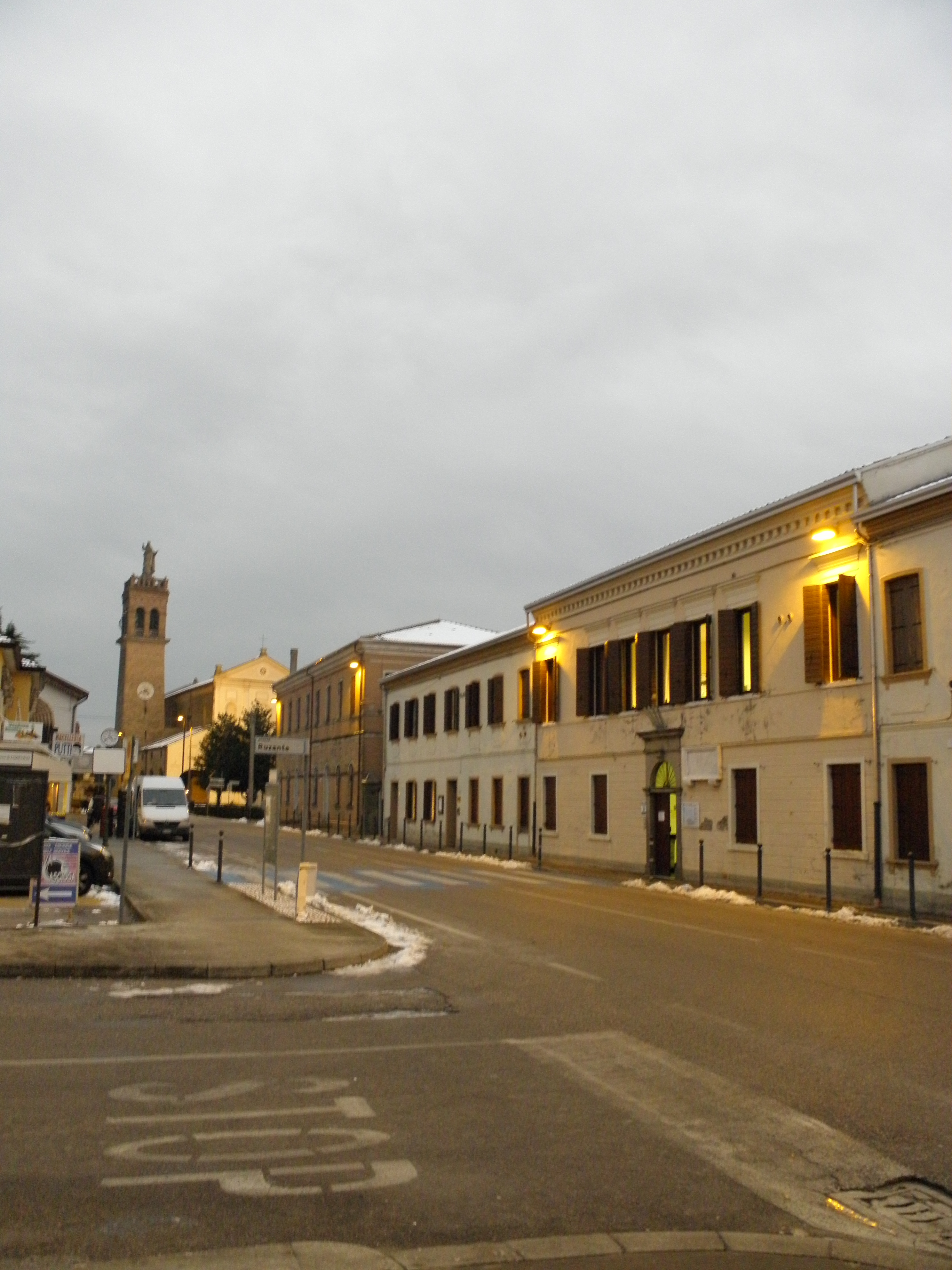
Codevigo

Codevigo là một đô thị thuộc tỉnh Padova vùng Veneto, tọa lạc cách khoảng 25 km về phía tây nam của Venezia và cách khoảng 25 km về phía đông nam của Padova. Tại thời điểm ngày 31 tháng 12 năm 2004, đô thị này có dân số 5.901 người và diện tích 69.9 km².
Codevigo giáp các đô thị: Arzergrande, Campagna Lupia, Chioggia, Correzzola, Piove di Sacco, Pontelongo.